# Philautus jinxiuensis
Philautus jinxiuensis és una espècie de granota que es troba a la Xina i al Vietnam.